# San Domenico di Guzmán
San Domenico di Guzmán ist eine Pfarrkirche und Titeldiakonie in der nordöstlichen römischen Zona Tor San Giovanni, an der Via Vincenzo Marmorale. Sie trägt das Patrozinium des Heiligen Dominikus.

## Geschichte
Am 9. Februar 1977 gründete Kardinalvikar Ugo Poletti mit einem Dekret die Pfarrei. Sie wird durch den Diözesanpriester betreut und war zunächst kirchenlos. Die Kirche wurde am Ende des 20. Jahrhunderts gebaut und am 2. Dezember 2000 geweiht.
Am 18. Februar 2012 wurde sie von Papst Benedikt XVI. zur Titeldiakonie erhoben.

## Kardinaldiakon
Bisher einziger Titelträger ist:
- Manuel Monteiro de Castro, Großpönitentiar, seit 18. Februar 2012 (seit 4. März 2022 Kardinalpriester pro hac vice)